# Eperua falcata
Espèce
Classification phylogénétique
Statut de conservation UICN

 LC  : Préoccupation mineure
Synonymes
Selon Tropicos (25 mai 2022) :
- Dimorpha falcata (Aubl.) Sm.
- Panzera falcata (Aubl.) Willd.

Selon GBIF (25 mai 2022) :
- Dimorpha falcata (Aubl.) Forsyth f.
- Dimorpha falcata (Aubl.) Sm.
- Panzera falcata (Aubl.) Willd.

Eperua falcata est une espèce de plantes à fleurs de la famille des Caesalpiniaceae, ou des Fabaceae selon la classification phylogénétique. Il s'agit de l'espèce type du genre Eperua Aubl. C'est un arbre trouvé en Amérique du Sud.
Il représente environ 15 % des arbres de la forêt naturelle en Guyane.
Le nom Eperua provient du nom Galibi de son fruit qui signifie « Sabre » en raison de sa forme, qui ressemble effectivement à un sabre ou à une demi-lune.
Ailleurs, au Guyana on le nomme aussi Parewe (Caribe), Wopa (Patamona), White wallaba, Soft wallaba (Créole du Guyana), Wallaba (Arawak), Waraba (Warao), White wallaba, Watapa,,.
Au Suriname, c'est Itoeli walaba, Walaba (Arawak), Walaba, Birioedoe, Birihoedoe (Sranan tongo), Birihoedoe (Nenge tongo), Bi-oedoe (Paramaka), Pala eh, Pale eh, Tamoeno pale-o, Totto amote (Karib), Wo-pa-yik (Patamona), Baboen walaba, Bijlhout (hollandais du Suriname), Birihoedoe, Zwarte wallaba, Wallaba koeleroe, Witte wallaba,
Au Venezuela, on l'appelle Caraota, Kourpaouyek (Arekuna), Mahomillo negro, Rosa de montaña.
On cite aussi  Wallabaholz en Allemand ou Wallaba en Anglais.

## Description

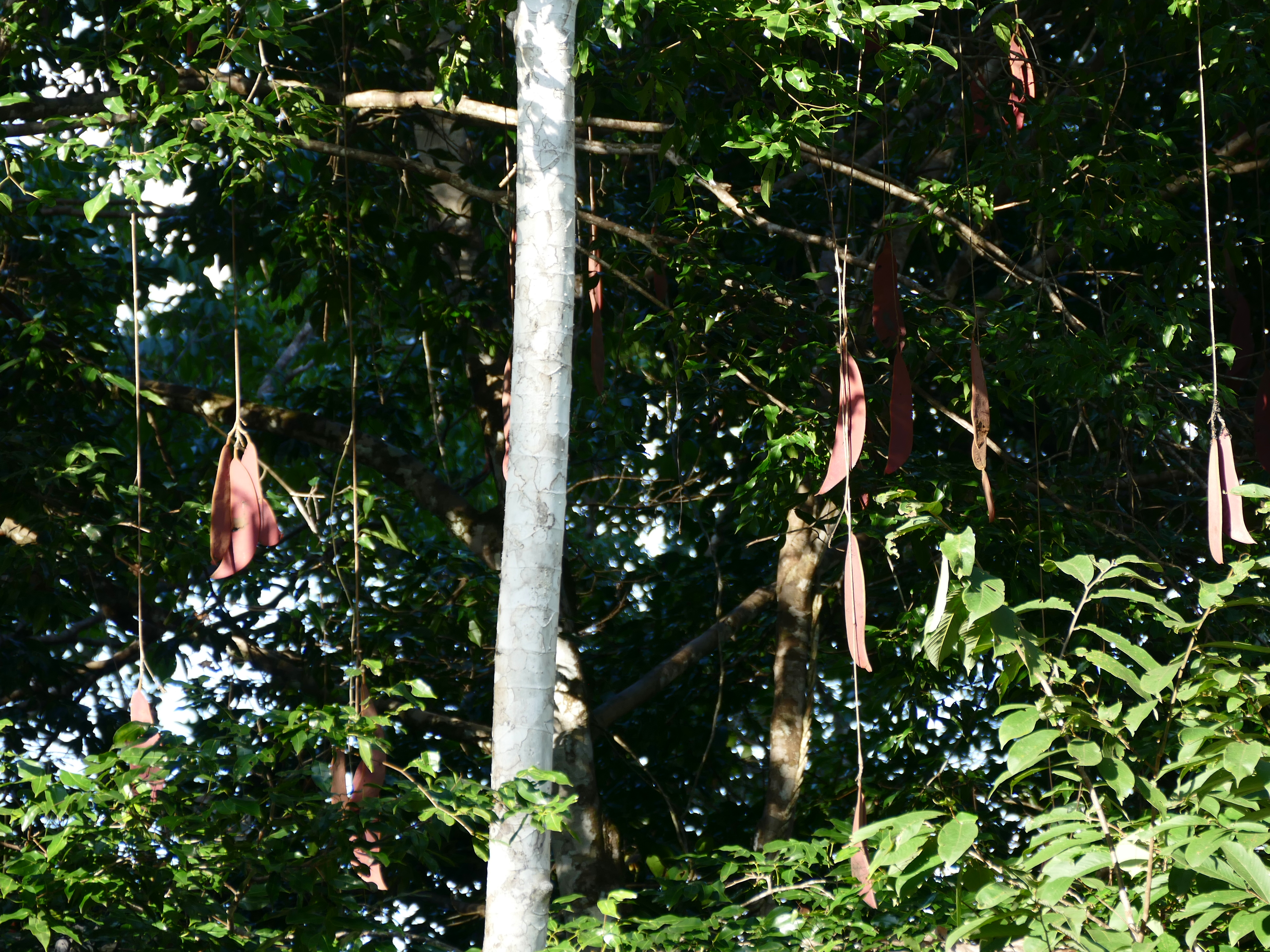
Gousses pendantes d’Eperua falcata en Guyane.

Les fleurs et les fruits vont pendre d’un pédoncule lianoïde pendant les saisons de floraison et de fructification. Ce pédoncule rend l’identification de l’arbre facile pendant une bonne partie de l’année.
Eperua falcata est un arbre haut de 8 à 30(40) m, à tronc cannelé ou cylindrique, mesurant 20–80 cm de diamètre, à écorce gris brunâtre à lenticelles assez grosses tuberculées, à bois rose pâle, et portant souvent des contreforts. Les rameaux sont généralement glabrescents lorsqu'ils sont jeunes, et ont l'écorce lenticellée. Les pétioles, rachis et pétiolules sont finement pubérulents.
Les feuilles sont composées paripennées, à (2-)3(-4) paires de folioles. Les stipules sont petites, écailleuses, caduques, unies, intrapétiolaires, de forme triangulaire-lancéolée, mesurant 2,5-4,5 × 1,5 mm, aiguës, glabres ou finement pubérulentes, parfois connée à partir du pulvinus de la feuille. Le pétiole est long de 3 à 4 cm (ou 7–14 cm selon les sources). Les pulvinus sont longs de 0,4–0,6 cm. Le rachis est long de 4,5 à 7,5 cm. Les pétiolules sont longs de 0,4 à 0,6 cm, canaliculés sur la face supérieure, parfois glabres ou glabrescents. Les folioles mesurent 6–18 × 2–8 cm, sont glabres, lustrées, membraneuses ou subcoriaces à chartacées, de forme incurvée, inéquilatéralement ovale-elliptique, falciforme-elliptique à oblongue, à apex acuminé à longuement acuminé et généralement mucronulé, à base généralement obtuse ou arrondie-obtuse, pellucides ponctées. Les nervures médiane et secondaires sont saillante en dessous.
L'inflorescence est une grappe terminale, simple ou souvent composée peu ramifiée, pendant au bout d'un très long pédoncule flagelleux, glabre sauf partie florifère finement pubescente à pubérulente, brunâtre, atteignant 0,5–2(2,5) m de long. Les grappes latérales sont pour la plupart longues de 3–5 cm, ou plus à l'anthèse. Les bractées caduques, largement ovales à semi-circulaires, de 2–3,5 mm de diamètre, les bractéoles fugaces, largement ovales, mesurant 3–4 × 3–5 mm positionnées près de l'apex du pédicelle, les pédicelles (longs de 9 à 18 mm), l'hypanthium et les sépales sont finement striguleux.
Le bouton floral est brunâtre-striguleux. Les fleurs sont roses. L'hypanthe est long de 4 à 5 mm, pour environ 5 mm de diamètre. Les sépales sont de forme oblongue à ovale-oblongue, mesurant (15)16–20 × 6–14 mm, les 2 sépales externes étant plus larges, cucullés. Les pétales sont oblés-flabelliforme, de couleur blanche, ou plus ou moins rose ou rouge écarlate, mesurant (11)13–18 × 19–25 mm, glabres, à base sessile tronquée. On note 4 pétalodes glabres, de forme semi-circulaires, mesurant 1 mm de diamètre. On en compte 4-5 étamines fertiles roses, alternant avec 4-5 stériles (parfois avec de petites anthères), les filets sont velus à leur base. Elles sont très brièvement unies à la base en un tube staminal villeux-séricé, équilatéral long d'environ 4 mm. Le filet de la 1e étamine libre est villeux à la base, mesurant 20–30 mm. Les filets des plus grandes étamines mesure 32–45 mm, est glabres au-dessus du tube. Les plus petits filets sont villeux, mesurant 20–25 mm. Le gynophore est long de 2–5 mm, pubérulent à glabre. L'ovaire est généralement plus long que le gynophore, pubescent velouté, de forme oblongue à oblongue-obovale, mesurant 6–8 × 3 mm, avec le style glabre, long de 40–42 mm, et le stigmate capité.
Le fruit est une gousse plate, naissant falquée, devenant de forme étroitement oblongue, oblongue-arquée à falciforme, atténués à chaque extrémité, mesurant 20–30(36) sur 6–8(9,5) × env.0.5 cm, ligneuse, glabrescente à plus ou moins finement pubérulente, de couleur brun jaunâtre à rouge, rouge brunâtre. Le stipe est long d'environ 2 cm pour environ 0,5–0,6 cm de large, se rétrécissant vers la base, à pointe obliquement acuminée sur environ 1,5 cm. Les 2-5 graines sont de forme ovale, elliptique, mesurant 3,3–4 × 2,2–2,5 × 1 cm, à marges épaissies, à tégument fin, de couleur brun-rouge, finement tessellé,,,,,.

## Galerie

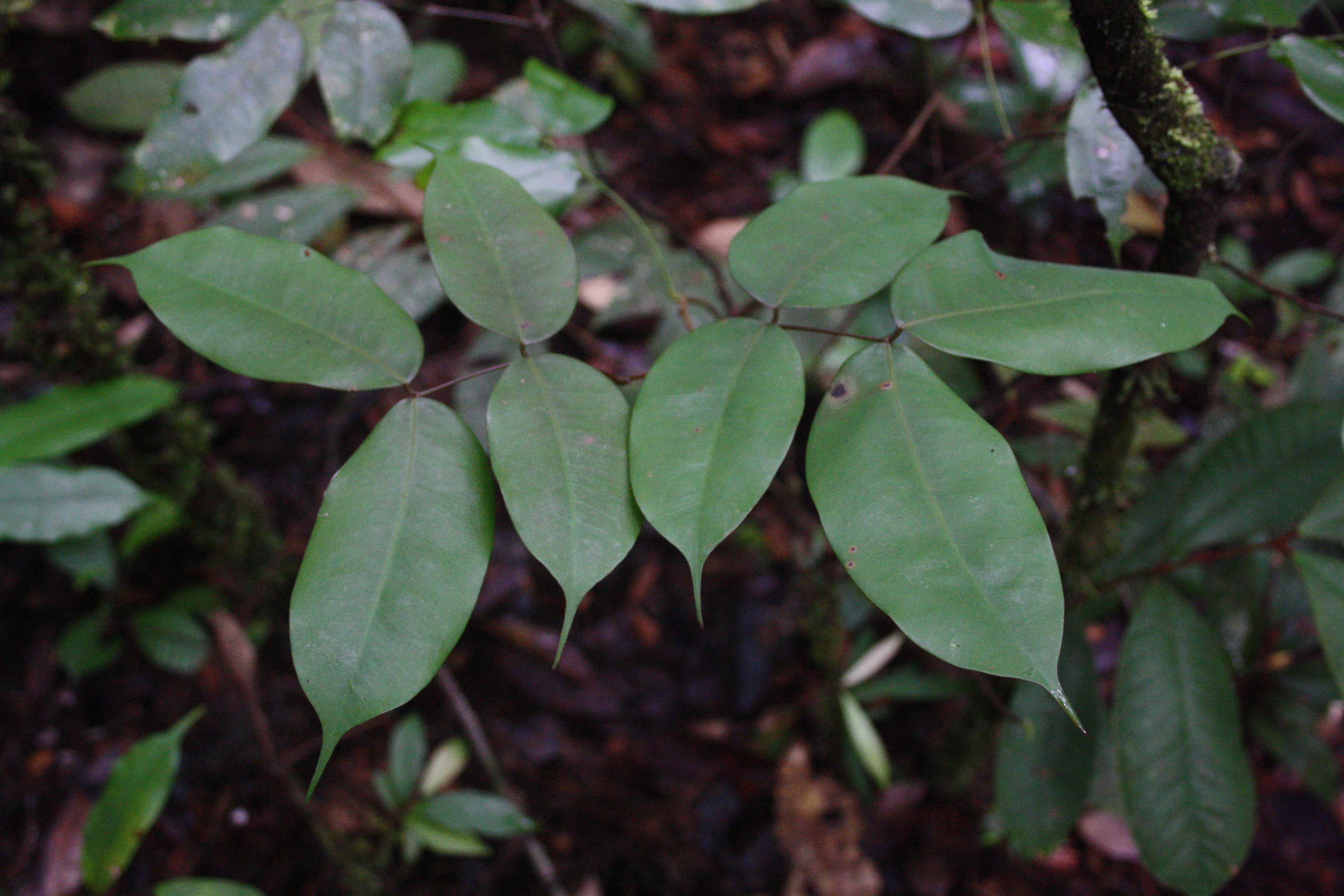
Jeune pousse d'Eperua falcata en forêt guyanaise.
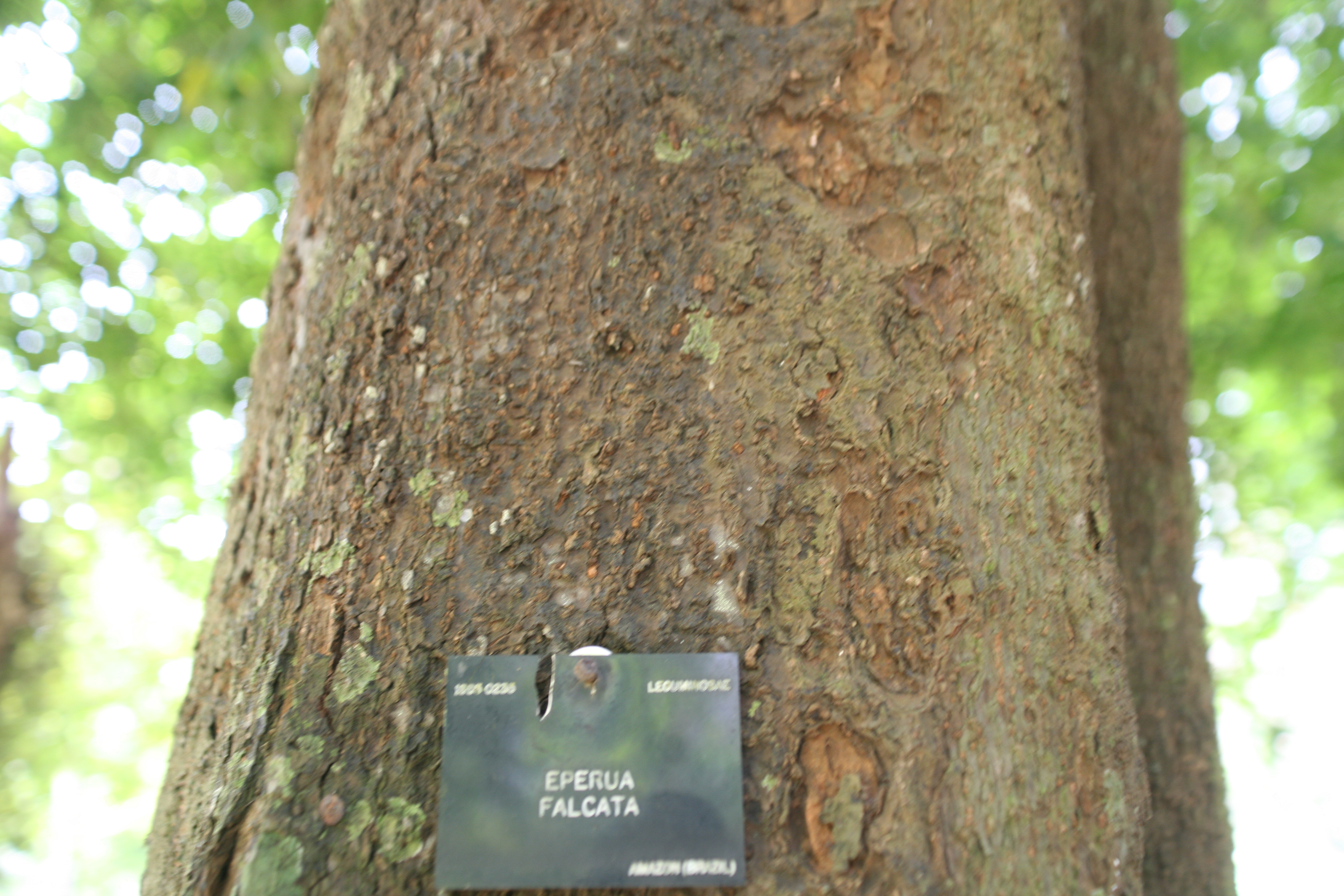
Écorce d’Eperua falcata cultivé au Jardin botanique de Limbé (Cameroun).
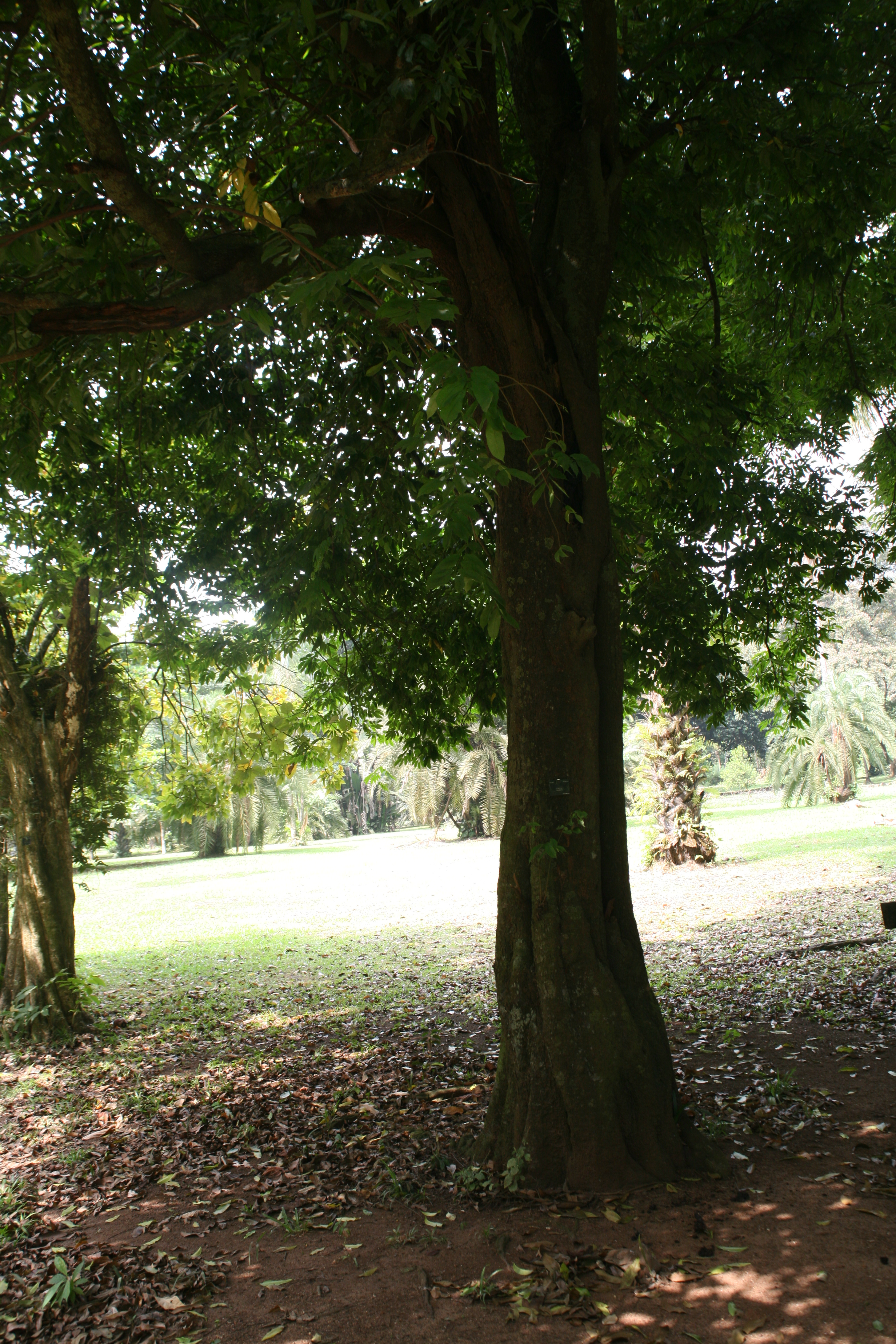
Tronc d’Eperua falcata.
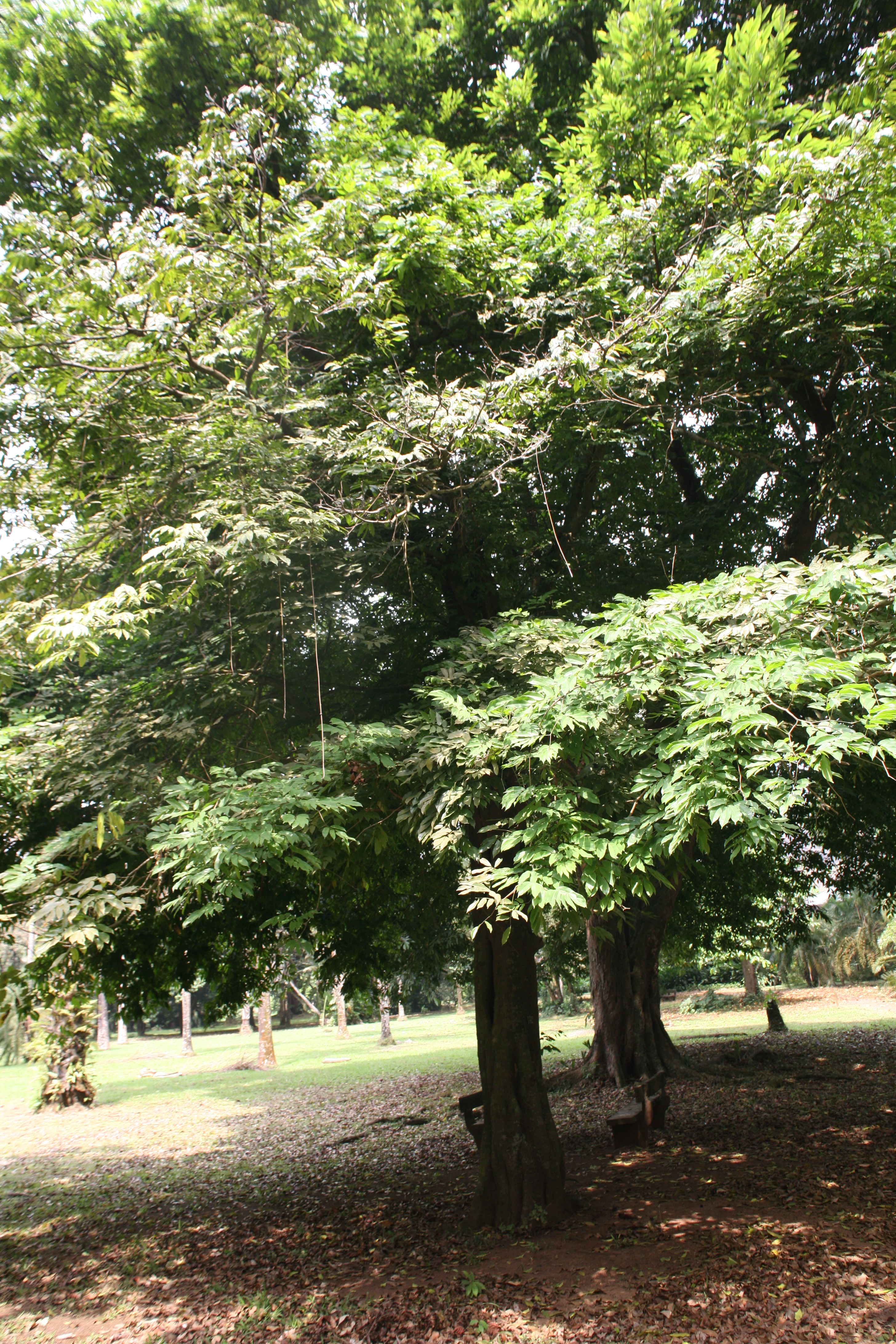
Pied d’Eperua falcata.
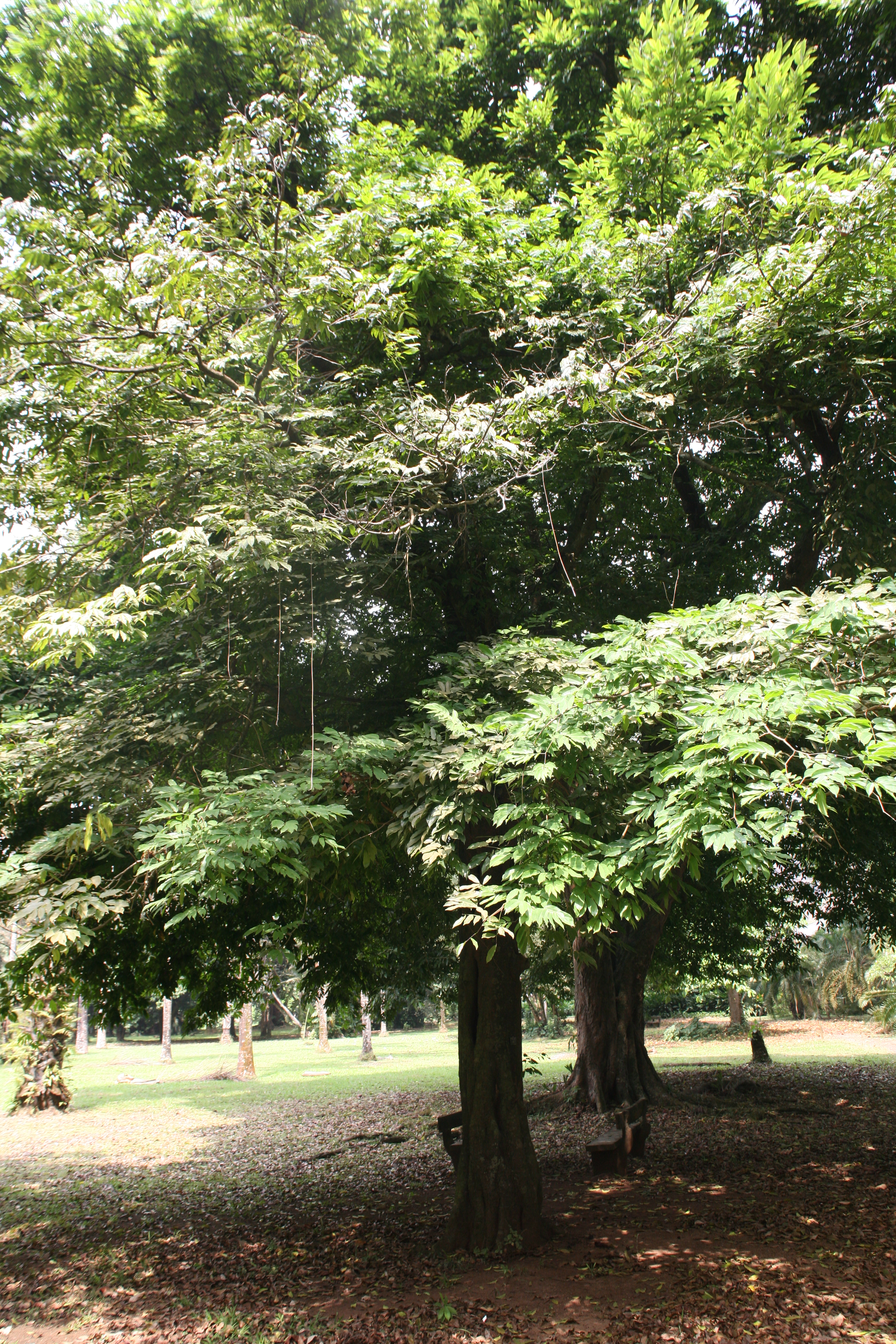
Pied d’Eperua falcata.
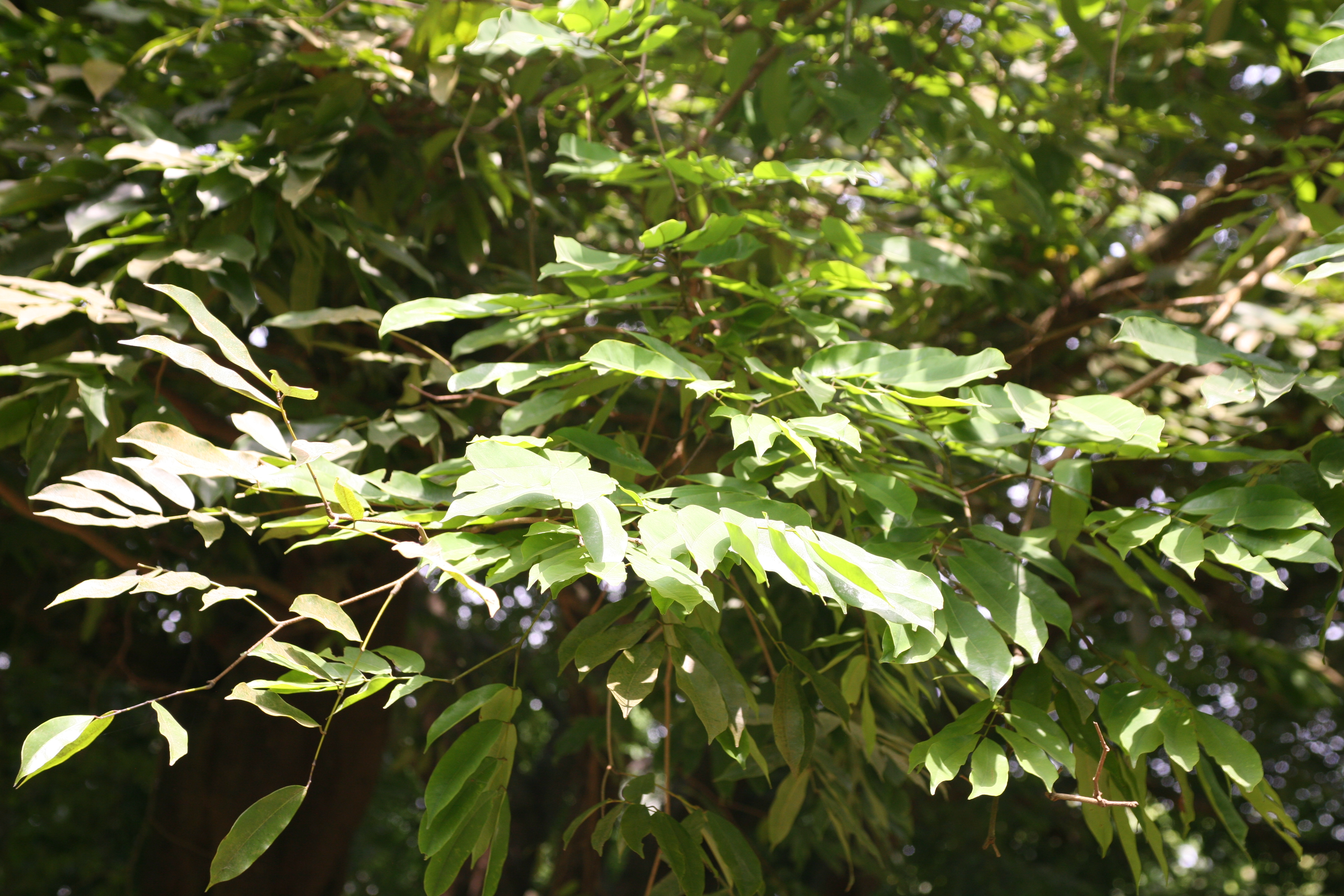
Feuillage d’Eperua falcata.
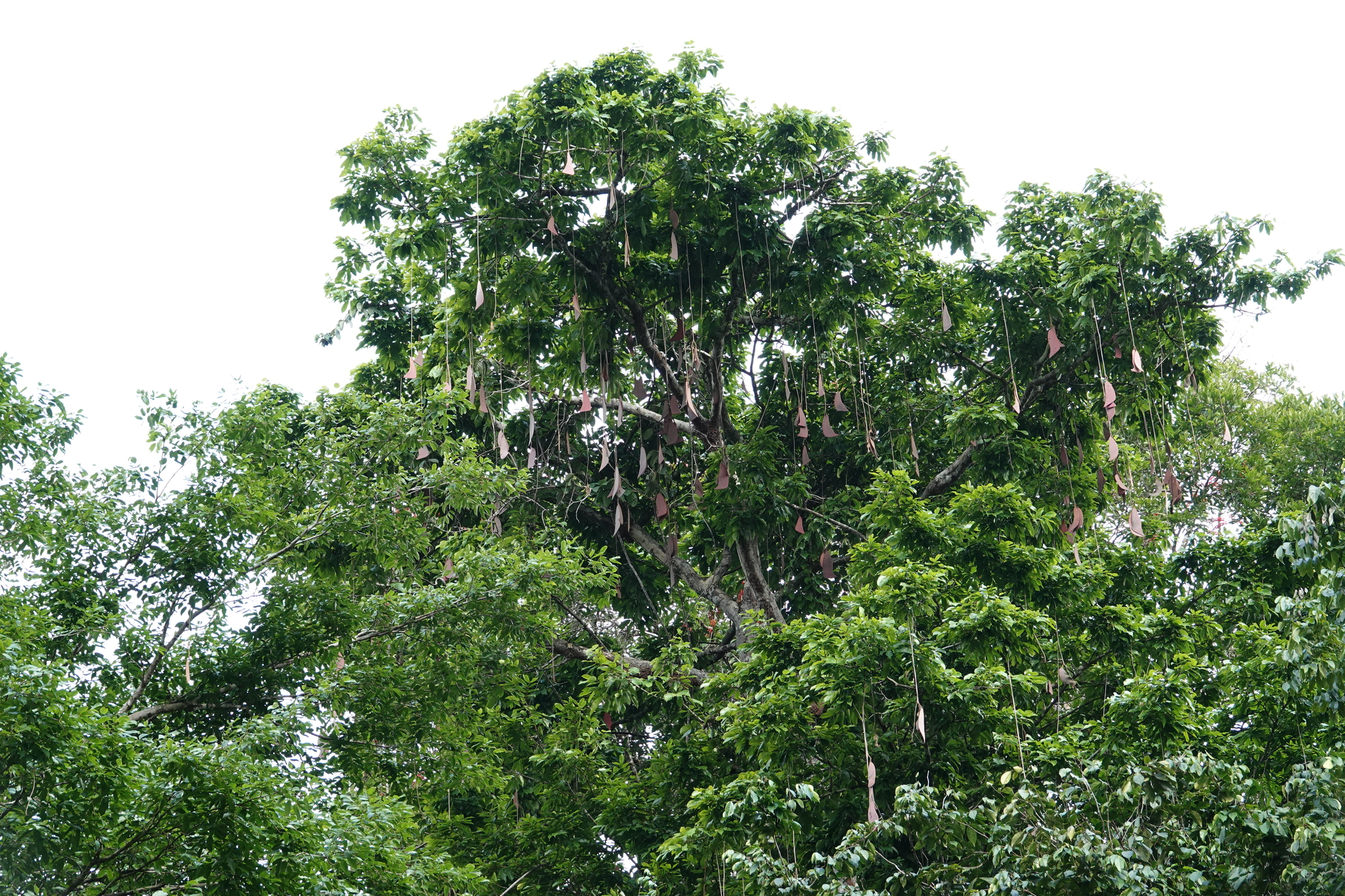
Houppier fructifère d’Eperua falcata au Guyana.
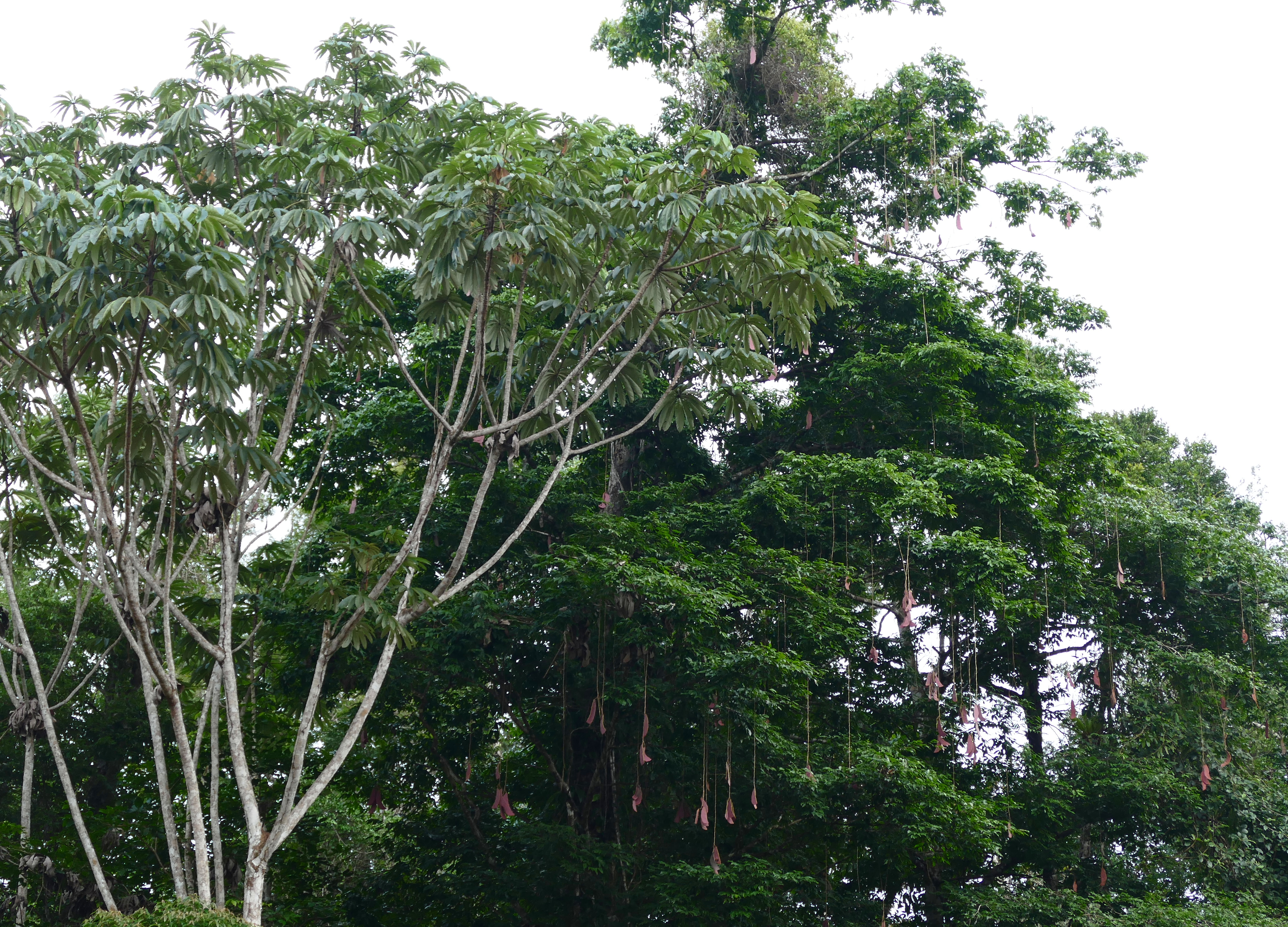
Hopuppier d’Eperua falcata en Guyane.
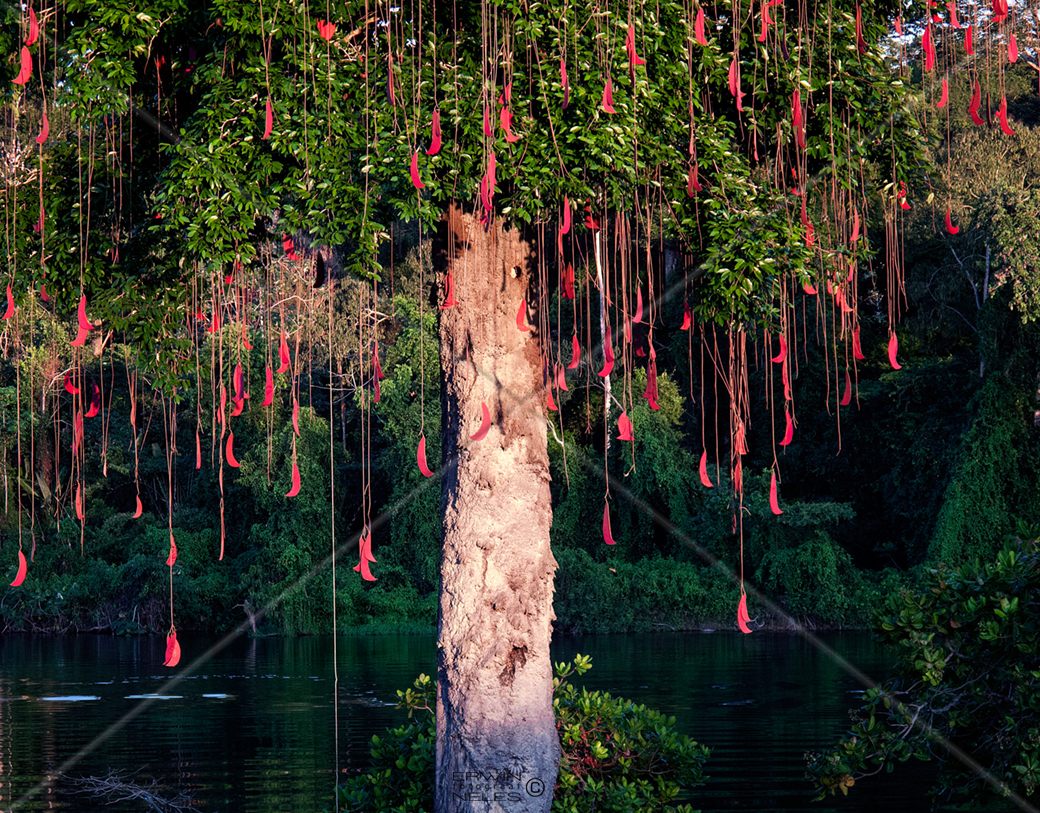
Jeunes gousses d’Eperua falcata au Suriname.
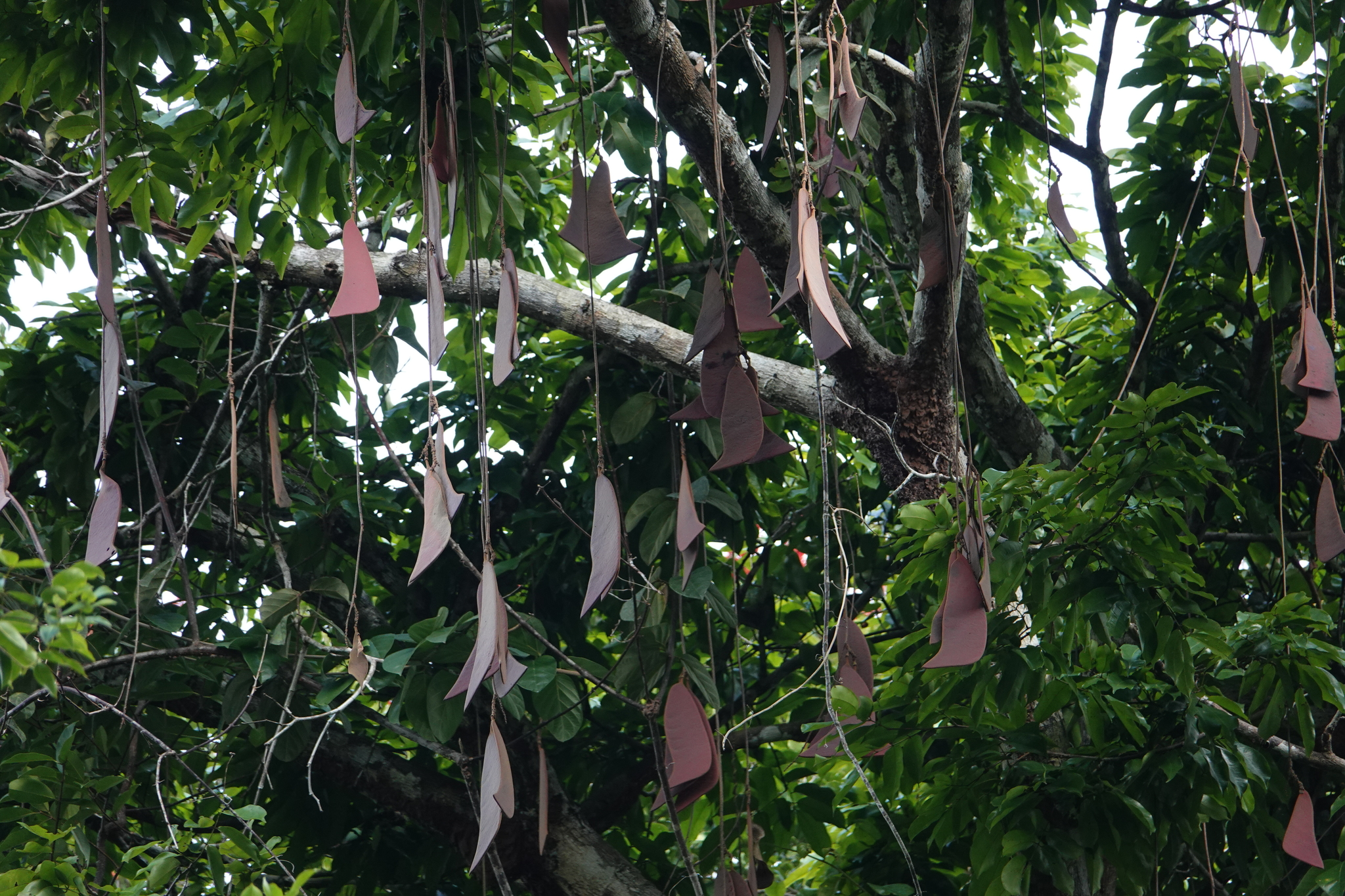
Grousses pendantes d’Eperua falcata au Guyana.
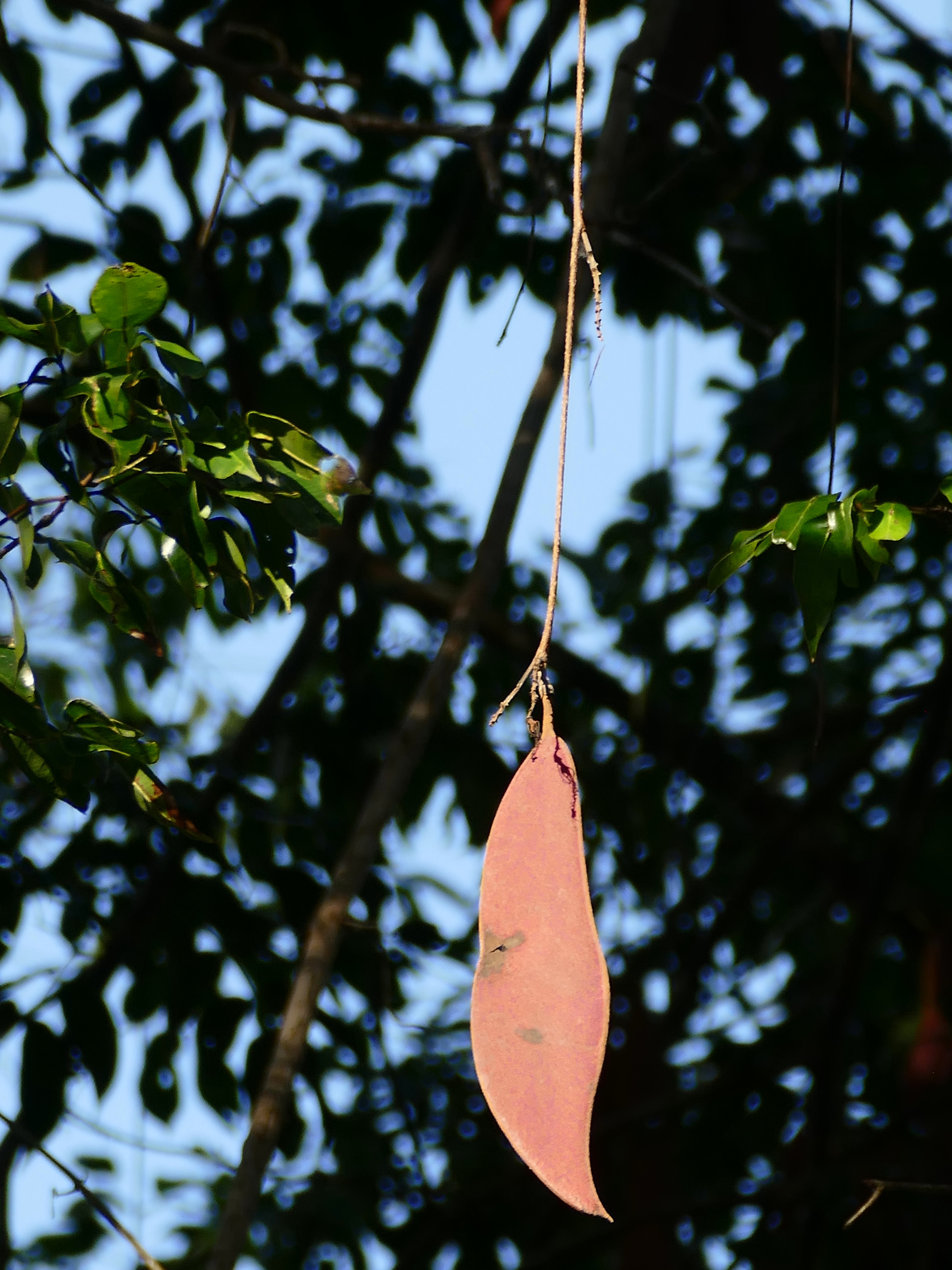
Gousse pendante d’Eperua falcata en Guyane.

## Répartition
Eperua falcata est présent du sud-est du Venezuela (Bolívar, Amazonas) au nord-est du Brésil, en passant par le Guyana, le Suriname, et la Guyane,.

## Écologie
Le Wapa (Eperua falcata) est un grand arbre de forêt ancienne et des berges bien drainées, fréquent à dominant dans les ripisylves ou les forêts de terres basses des Guyanes, dans les forêts sempervirentes humides, sèches ou marécageuses, sur une large gamme de sols, souvent sur sables blancs purs, dans le centre du Guyana et du Surinam, sur la côte de la Guyane, les forêts pluviales des hautes terres, localement abondantes dans les vallées des cours d'eau, et les forêts de savane.
En Guyane, le Wapa est commun dans les forêts de terre ferme (non inondées), fleurit en septembre, octobre, et fructifie en octobre.
Au Venezuela, on le trouve dans les forêts ripicoles et de plaine, les forêts montagnardes, et généralement en associations sempervirentes ou marécageuses sur une large gamme de sols, souvent sur sable blanc, autour de 100–1 200 m d'altitude
Au Guyana, on rapporte qu'il est occasionnel en forêt mixte, et commun dans les pinotières marécageuses.
Les fleurs pendant librement sous les branches, au bout de longs pédoncules, s'ouvrent la nuit mais persistent le jour, ce qui leur permet d'être facilement accessibles pour les chauve-souris qui les pollinisent (chiroptérophilie).
On a observé la production de racines adventives à l'intérieur de son tronc creux.
Eperua falcata est un arbre d'ombre hémitolérant à croissance rapide, présent dans les forêts en fin de succession. Son micro-habitat de prédilection est situé autour des bas-fonds, là ou le drainage est présent, mais pas trop fort, le plus souvent sur sols podzoliques.
Le Wapa est l'espèce la plus représentée en Guyane (environ 15% des arbres de la forêt naturelle). Il recouvre à lui seul environ 10 % de la population totale des arbres retrouvés sur le littoral du plateau des Guyanes.
Il forme des forêts quasi monospécifiques appelées Wallaba forests au Guyana.
Eperua falcata a fait l'objet de diverses études :
- son taux d'assimilation du CO2 et de sa conductance foliaire selon son environnement[21],
- sa répartition spatiale et sa régénération naturelle[22],[23],
- sa régénération naturelle et son écologie[24],
- les Communautés bactériennes liées à son système racinaire en Guyane[25],
- la génétique de ses populations en Guyane[26],[27],[28],
- la prédation de ses feuilles par les insectes et ses conséquences sur la survie des plantules[29],
- la durabilité naturelle et la couleur de son bois en Guyane[30],
- son bois de tension en Guyane[31],
- ses mycorrhizes arbusculaires en Guyane[32],
- sa diversité phénotypique[33],
- sa croissance et sa morphologie[34],[35],
- ses relations hydriques et son architecture hydraulique[36],
- sa diversité et son évolution en Guyane[37],
- sa photosynthèse selon ses préférences pédologiques[38],
- etc.

## Utilisation
Eperua falcata produit un bois brun rouge lourd (Pesanteur sp. : sec 0,930 ; vert 1,224. Force : 224 kg, densité : 0,80 à 0,95), strié de veines résineuses, de bonne conservation (il dure indéfiniment en terre) et facile à fendre.
Il est commercialisé, pour en faire des poteaux de maison, des poteaux téléphoniques, des planches, des canots, des piquets de clôture, des plans de travail de cuisine et les bardeaux, des traverses de canot chez les Aluku, les traverses, des pilotis, des appontements, de la grosse charpente, de la menuiserie extérieure, du bois de chauffe et du charbon de bois.
Malgré son abondance, sa bonne régénération et ses qualités, E. falcata est relativement peu exploité par l'industrie forestière guyanaise car il a tendance à éclater à l'abattage et en scierie.
Au Guyana, les Patamona emploient la résine de l'écorce en cataplasme avec les feuilles chaudes sur les coupures et des plaies. Elle sert aussi à soigner les ulcères, les plaies et la dysenterie à Kurupukari (en), et pour cicatriser les plaies chez les Saramaka de Guyane.
En Guyane, les Boni utilisent la résine sur les ulcères de leishmaniose (Busi yasi) et sur les plaies (Pansu miti), et la décoction d'écorce comme analgésique dentaire (Tifi ati : elle "tue le ver qui mange la dent"). L'écorce amère sert comme émétique chez les Arrouage. Les Njuka, soignent la diarrhée des enfants avec l'infusion d'écorce,.
L'huile tirée du bois sert d'onguent contre les rhumatismes et pour soigner les plaies au Suriname.

## Chimie
Les feuilles et l'écorces du tronc contiennent un mélange complexe de polyphénols (flavanes, flavonoïdes, tanins condensés (dérivés de la (-)épicatéchine), etc.).
La résine renferme des hydrocarbures et des diterpènes bicycliques neutres et acides, et présente de légères propriétés bactéricides et antifongiques, ce qui pourrait expliquer la durabilité naturelle de son bois et son utilisation comme cicatrisant,,.
Son bois contient également de l'acide catavicique.
Les extraits de son bois contiennent des agents anti-gonflants.
Ses applications en dermo-cosmétique (activité antiradicalaire) ont fait l'objet d'un dépos de brevet.

## Protologue

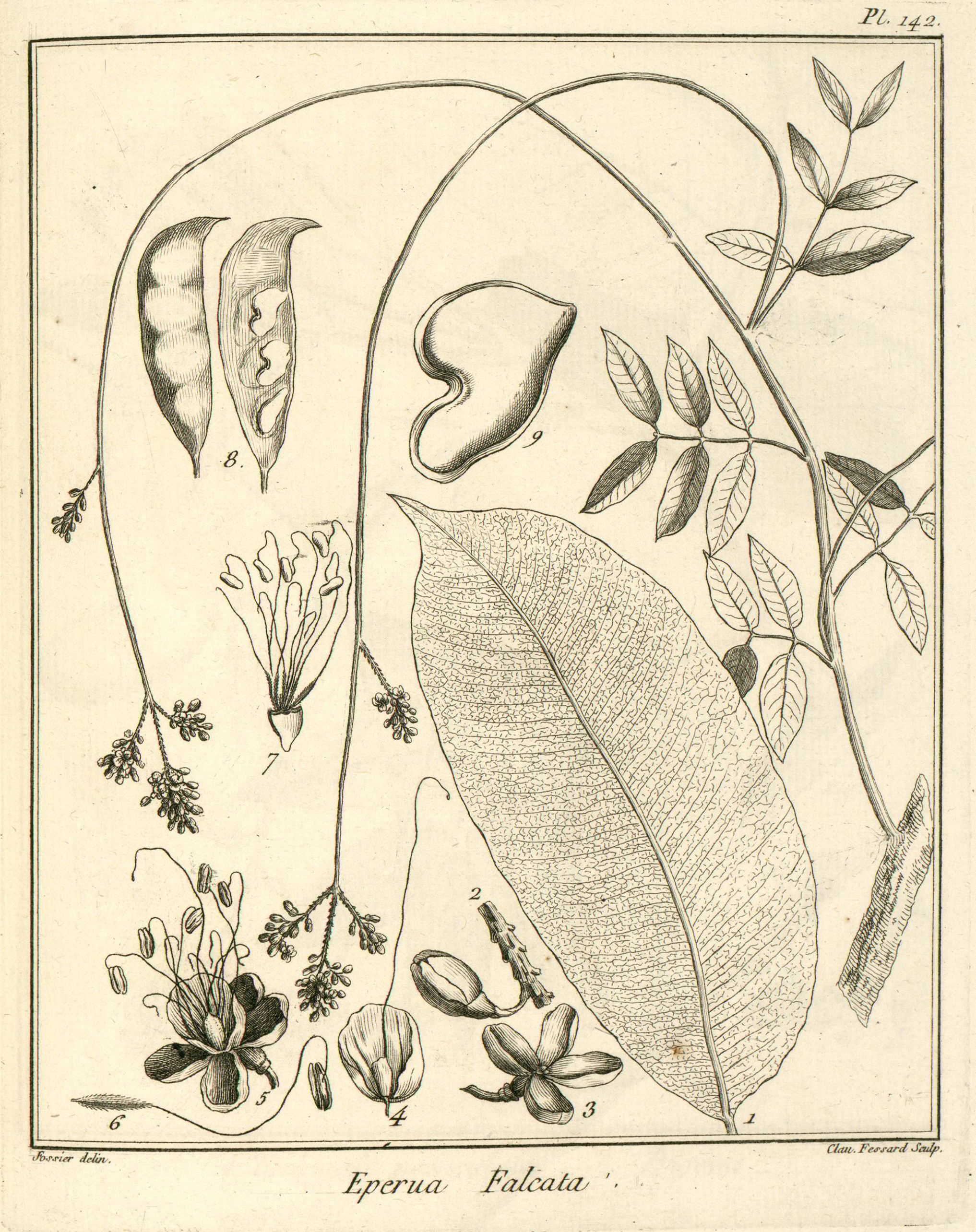
Eperua falcata d'après Aublet, 1775
Planche 142 : On a repréſenté une foliole, les fleurs & une ſève de grandeur naturelle. - 1. Foliole de grandeur naturelle. - 2. Portion d d épi. Bouton de fleur. - 3. Calice. - 4. Pétale. Ovaire. Style. Stigmate. - 5. Fleur ouverte. Étamines. Piſtil. - 6. Étamine. - 7. Fond du calice. Étamines. - 8. Gouſſe diminuée de grandeur & groſſeur. - 9. Fève de grandeur naturelle.

En 1775, le botaniste Aublet propose le protologue suivant :

« EPERUA (falcata ). (TABULA 142.)
Arbor trunco ſexaginta-pedali, cacumine ramoſiſſimo ; ramis & ramulis, latè & undiquè ſparſis. Folia alterna, pinnata, trijugata, foliolis oppoſitii, ſubſeſſilibus, ovato oblongis, acucis, glabris, integerrimis, coſtæ adnexis. Stipulæ binaæ, exiguæ, deciduæ, ad baſim coſtæ folioſæ. Flokes numeroſi, ſpicati, ſpicis alternis, in extremitatem virgæ nudæ, longiſſimæ, pendulæ, axillaris, & terminalis.
Florebat fructumque ferebat Septembri, Novembri & Decembri.
Habitat in ſylvis Guianæ, & ad ripas fluviorum.
Nomen Caribæum VOY APA-TABACA ; fructiis arboris EPERU, Gallicum POIS SABRE.
L'EPERU de la Guiane. (Tabula 142.)
Le tronc de cet arbre s'élève à cinquante & quelquefois ſoixante pieds, ſur deux ou trois pieds de diamètre. Son écorce eſt rouſſâtre; ſon bois rougeâtre, dur & compacte. Il pouſſe à ſon ſommet un grand nombre de branches qui s'élèvent, & ſe répandent en tout ſens ; elles ſont chargées de rameaux garnis de feuilles alternes & ailées, à deux rangs de folioles oppoſées, dont le nombre eſt de deux ou de trois de chaque côte. Ces folioles ſont vertes, liſſes, luiſantes, entières, ovales & terminées en pointe ; elles ſont articulées par un court pédicule, ſur une côte longue de quatre à cinq pouces.
Les fleurs naiſſent fur une verge nue, cylindrique, pendante, longue de trois pieds & plus, qui fort de l'aiſſelle d'une feuille, ou qui eſt la continuité d'un rameau ; ce n'eſt que vers l'extrémité que ſont places alternativement & par diſtance des bouquets de fleurs.
Le calice eſt d'une ſeule pièce arrondie & évaſée, diviſée en quatre larges parties arrondies, épaiſſes, concaves, qui ſe recouvrent par un côte les unes les autres.
La corolle eſt un ſeul pétale rouge, large, arrondi & frange ; il embraſſe par ſon onglet les étamines & le piſtil ; il eſt attaché à la paroi interne & moyenne du calice.
Les étamines ſont au nombre de dix; neuf filets ſont minis par le bas, & hériſſés de poils, un ſeul eſt ſéparé ; ils ſont violets, très longs, courbes en différents ſens, & places autour d'un piſtil dans le fond du calice. Leurs anthères ſont jaunes, longues, à deux bourſes ſéparées par un ſillon.
Le piſtil eſt un ovaire porte ſur un petit pivot qui s'élève du centre du calice. Il eſt comprimé, ſurmonté d'un style grêle, long de deux pouces, terminé par un stigmate obtus.
L'ovaire devient une silique rouſſâtre, ſèche, ligneuſe, coriace, qui a la forme d'une ſerpe. Elle s'ouvre avec élaſticité en deux coſſes. Elle contient une, deux, trois ou quatre fèves applaties, de forme irrégulière. Souvent les fèves avortent, & la ſilique eſt alors très comprimée.
La longueur de cette gouſſe eſt de ſept pouces, ſur deux & plus de largeur dans toutes celles qui viennent à maturité.
On a repréſenté une foliole, les fleurs & une ſève de grandeur naturelle.
Cet arbre eſt nommé VOVAPA-TABACA par les Galibis, & ſon fruit EPERU, ce qui dans leur langue ſignifie SABRE. Les Créoles l'appellent POIS SABRE.
Cet arbre croît dans les forêts de la Guiane, & ſur le bord des rivières a vingt-cinq lieues du rivage de la mer. Je l'ai obſervé en fleur & en fruit dans les mois de Septembre & de Décembre.
Son bois eſt huileux ; on le dit propre à réſiſter long-temps enfoncé dans la vaſe, ou dans la terre. Les Nègres ſont curieux d'en faire des manches pour leurs haches. »

— Fusée-Aublet, 1775.